# Joana Fomm
Joana Fomm (Belo Horizonte, 14 settembre 1939) è un'attrice brasiliana.

## Biografia
Rimasta orfana di madre subito dopo la nascita, è cresciuta a Rio, allevata dagli zii.
Il suo percorso artistico è iniziato negli anni 60, con una parte nel film O 5º Poder. Nello stesso decennio ha preso parte ad altre pellicole, tra cui Macunaima.
A partire dagli anni '70 ha lavorato soprattutto in telenovelas: dapprima a Tv Tupi, poi a Rede Globo. La si ricorda per i suoi ruoli di Yolanda Pratini in Dancin' Days e di Virginia Sampaio in Brillante. Ha recitato anche in Potere, Tieta e Paraíso Tropical.
Negli anni '90 è apparsa di nuovo in importanti lungometraggi come Quem Matou Pixote? e Copacabana.
Ancora attiva artisticamente nonostante una disautonomia diagnosticatale nel terzo millennio, ha dovuto anche fronteggiare un tumore al seno.

## Vita privata
Si è sposata tre volte: con Nelson Xavier, con Francisco Milani e con Astolfo Araújo. Ha un figlio, il cantante e musicista Gabriel Gouveia, nato dalla relazione con Ricardo Gouveia.